# Пираты моро

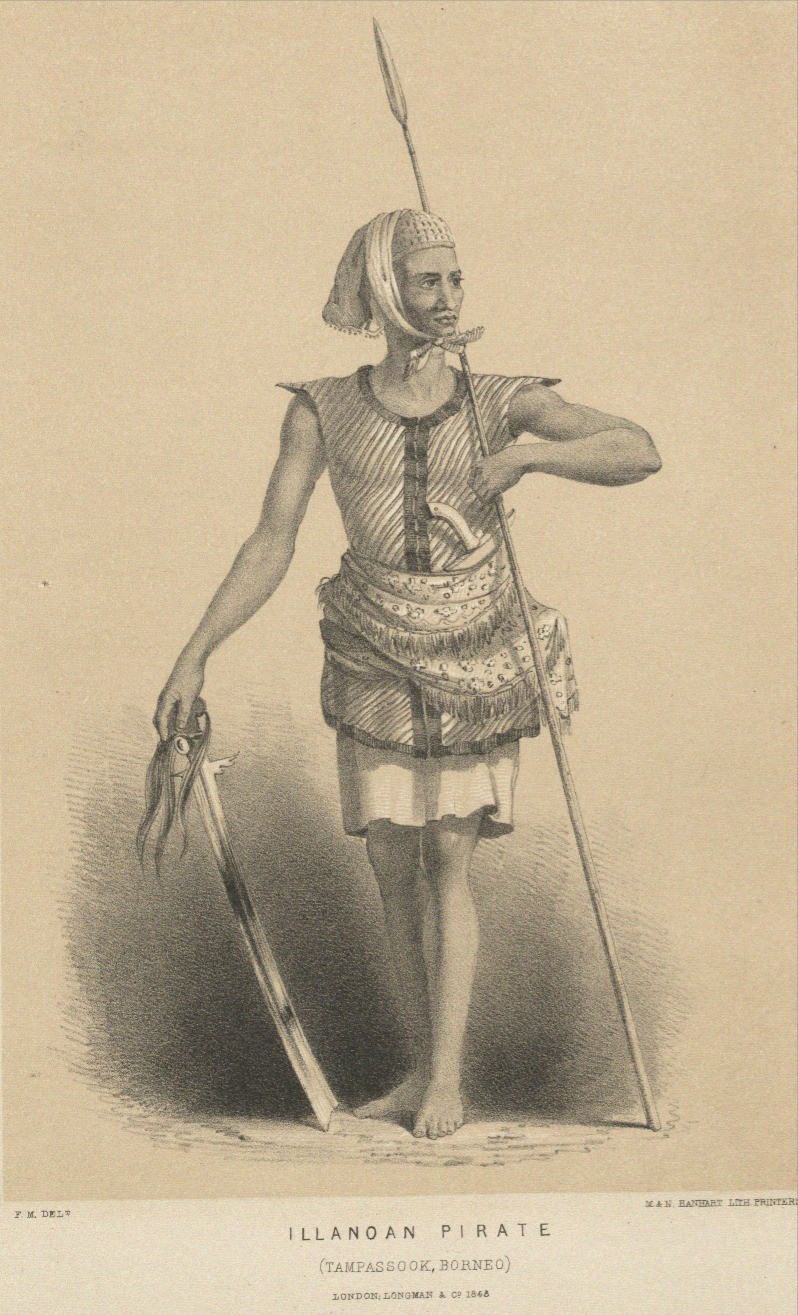
Вооруженный пират

Пираты моро (также пираты Сулу) — южно-филиппинские мусульманские разбойники, сражавшиеся с Испанией в конце XVI века. В результате постоянных войн между Испанией и моро акватория моря Сулу стала прекрасным местом для пиратства, которое не пресекалось вплоть до начала XX века. Пиратов не следует путать с военно-морскими силами племен моро или корсарами. Однако, большинство пиратов во время войны действовало при поддержке властей.

## Корабли
Корабли, используемые пиратами, назывались проа и различались по виду. Большинство из них представляли собой деревянные галеры длиной около 27 м и шириной около 3 м. Они вмещали от 50 до 100 человек. Вооружённые тремя вертлюжными пушками, а иногда и одной мощной пушкой, проа нападали на торговые суда. Также были распространены работорговля и рейдерские налеты. В последнем случае организовывался флот из проа и совершалось нападение на прибрежный город. За несколько столетий пираты захватили сотни христиан, многих из них заставляли работать на корабле.

## Оружие
Помимо мушкетов и винтовок, пираты использовали мечи, называемые «крис». Рукоятки украшались орнаментом из серебра или золота. Раны, наносимые таким мечом, трудно было залечивать. Крис часто использовался как абордажное оружие. Также в ходу у разбойников были баронги и копья, сделанные из бамбука с железным наконечником. Вертлюжные пушки (лантаки) моро были не похожи на европейские образцы того времени, были сделаны по более примитивной технологии, что делало их непрактичными в морском бою. Они были около 180 см в длину, и для того, чтобы их поднять, требовалось несколько человек. Стреляли лантаки полуфунтовыми ядрами или картечью.